# De doffe Doffer
Tom Poes en de doffe Doffer of kortweg De doffe Doffer is het 62ste verhaal uit de Bommelsaga, geschreven en getekend door Marten Toonder. Het verhaal verscheen voor het eerst op 6 oktober 1954 en liep tot 9 december van dat jaar. Het thema is verliefdheid.

## Samenvatting
Heer Bommel wordt verliefd op het nichtje van de markies de Canteclaer, de freule Héloïse. Tom Poes vindt dat een slecht idee, en ook de markies is er niet blij mee. Bovendien moet heer Bommel het opnemen tegen een rivaal,  Dolf Doffer. Hij blijkt niet te zijn opgewassen tegen deze krachtpatser. Dolf raakt echter in de schulden en dat maakt een einde aan de relatie met Héloise. Hij wordt verkeersagent, en heer Bommel heeft ook geen interesse meer in de freule.